# Shiro Hashizume
Shiro Hashizume, né le 20 septembre 1928 à Wakayama et mort le 9 mars 2023 à Tokyo,, est un ancien nageur japonais.

## Palmarès

### Jeux olympiques
- Jeux olympiques de 1952 à Helsinki (Finlande) :
  -  Médaille d'argent sur 1500 m nage libre.

## Record
- Record du monde du 1 500 m nage libre, le 16 août 1949 à Los Angeles, en 18 min 35 s 7.